# أبو نصر الفارقي
أبو نصر الحسن بن أسد بن الحسن الفارقي (؟؟؟ - 487هـ/1094م) هو سياسي وكاتب وشاعر ولغوي ونحوي عاش في القرن الخامس الهجري.

## سيرته
ولِدَ الحسن بن أسد بن الحسن في مدينة ميافارقين، واتصل ببني مروان، وولَّاه أبو المظفر منصور بن مروان على ديوان آمد (ديار بكر)، ورغم أنَّه كان مُقرَّباً من بني مروان إلا أنَّ علاقته بهم ساءت فتمرَّد عليهم واستولى على ميافارقين، وبعد ثلاثة أيام من استيلاءه على المدينة استطاع بنو مروان استعادة السيطرة عليها بمساعدة جيش أرسله ملكشاه، وأُسِر أبي نصر أثناء الحملة، وصُلِبَ في سنة 487هـ. كان أبو نصر أديباً ومُقفاً إلى جانب اضطلاعه في السياسة، وتعمَّق في دراسة اللغة والنحو، ويُعدُّ من فحول الشعراء في زمنه، وألَّف عدد من المصنَّفات العلمية في علوم اللغة.

## مؤلفاته
تُنسَب إليه المؤلفات التالية:
- «شرح اللمع» (شرح كتاب «اللمع» من تأليف ابن جني).
- «كتاب الحروف».
- «كتاب الإفصاح في شرح أبيات مشكلة في الصحاح».
- «كتاب الألغاز».
- ديوان شعر (نُشِر في بغداد في 1979).